# Bristol (Vermont)
Bristol ist eine Town im Addison County des Bundesstaates Vermont in den Vereinigten Staaten mit 3782 Einwohnern (laut Volkszählung von 2020).

## Geografie

### Geografische Lage
Bristol liegt am Westrand der Green Mountains und wird zu etwa zwei Drittel von Wald bedeckt. Die höchste Erhebung ist der 701 m hohe South Mountain.  Nur das westliche Drittel der Fläche, das in der Ebene am Ostufer des Lake Champlain liegt, wird intensiv durch Landwirtschaft, insbesondere Milchviehwirtschaft, genutzt. Die wichtigsten Flüsse sind der New Haven River und sein Zufluss, der Baldwin Creek. Der Hauptort der Gemeinde, Bristol Village, liegt direkt am Westrand der Green Mountains am Übergang zur Ebene; am südlichen Ortsrand fließt der New Haven River.

### Nachbargemeinden
Alle Angaben als Luftlinien zwischen den offiziellen Koordinaten der Orte aus der Volkszählung 2010.
- Norden: Monkton, 10,2 km
- Nordosten: Starksboro, 7,8 km
- Osten: Lincoln, 8,3 km
- Süden: Ripton, 6,8 km
- Südwesten: Middlebury, 8,8 km
- Westen: New Haven, 13,1 km

### Stadtgliederung
Die Hauptsiedlung Bristol in der Town Bristol wird als Census-designated place geführt. In der Hauptsiedlung lebten im Jahr 2010 von den 3894 Bewohnern der Town 2030 Einwohner.

### Klima
|                       | Jan   | Feb   | Mär  | Apr  | Mai   | Jun   | Jul   | Aug   | Sep   | Okt   | Nov   | Dez   |   |         |
| Mittl. Tagesmax. (°C) | −3,6  | −1,6  | 3,1  | 10,6 | 17,7  | 22,3  | 24,6  | 23,6  | 19,4  | 12,6  | 6,4   | −0,4  | ⌀ | 11,3    |
| Mittl. Tagesmin. (°C) | −14,8 | −13,6 | −8,6 | −0,6 | 5,5   | 10,6  | 12,9  | 12,1  | 7,4   | 1,5   | −3,1  | −10,2 | ⌀ | −0      |
|                       |       |       |      |      |       |       |       |       |       |       |       |       |   |         |
| Niederschlag (mm)     | 71,1  | 61,0  | 78,7 | 96,5 | 111,8 | 116,8 | 127,0 | 137,2 | 104,1 | 127,0 | 104,1 | 88,9  | Σ | 1.224,2 |
|                       |       |       |      |      |       |       |       |       |       |       |       |       |   |         |
| Regentage (d)         | 15,8  | 12,5  | 14,7 | 13,8 | 15,1  | 15,0  | 13,1  | 12,8  | 12,2  | 14,5  | 14,9  | 16,1  | Σ | 170,5   |

| −14,8 |

| −13,6 |

| −8,6 |

| −0,6 |

| 5,5 |

| 10,6 |

| 12,9 |

| 12,1 |

| 7,4 |

| 1,5 |

| −3,1 |

| −10,2 |

| −14,8 |

| −13,6 |

| −8,6 |

| −0,6 |

| 5,5 |

| 10,6 |

| 12,9 |

| 12,1 |

| 7,4 |

| 1,5 |

| −3,1 |

| −10,2 |

Die mittlere Durchschnittstemperatur Bristol liegt zwischen −9,2 °C (15 °Fahrenheit) im Januar und 18,8 °C (67 °Fahrenheit) im Juli. Damit ist der Ort gegenüber dem langjährigen Mittel der USA im Winter um etwa 10 Grad kühler, während im Sommer das untere Mittel in den USA erreicht wird. Die Schneefälle zwischen Oktober und April liegen mit bis zu fünfeinhalb Metern etwa doppelt so hoch wie die mittlere Schneehöhe in den USA, die tägliche Sonnenscheindauer liegt am unteren Rand des Wertespektrums der USA.

## Geschichte
Das Gebiet wurde am 21. Oktober 1762 von Benning Wentworth, dem Gouverneur von New Hampshire, unter dem Namen Pocock an eine Gruppe von 63 Siedlern verkauft. Zu diesem Zeitpunkt betrug die Fläche 22.000 acres (etwa 8900 ha), von denen aber am 18. November 1824 an die angrenzende Town Lincoln 4400 acres (etwa 1780 ha) abgetreten wurden. An Haven River und Baldwin’s Creek wurde durch die Errichtung einer Reihe von Sägewerken und Getreidemühlen die Wasserkraft intensiv genutzt.
Die erste dauerhafte Besiedlung fand ab 1768 statt, obwohl von einem weiteren, früheren Siedler berichtet wird, der zuvor bereits zwölf Jahre lang in der Region sesshaft gewesen sein soll: ein Deutschstämmiger, ein gewisser John Brodt, soll nach einem Nachbarschaftsstreit mit tödlichem Ausgang aus Unadilla in der britischen Kolonie New York hierher geflohen sein und sich in der Wildnis versteckt haben. Brodt sei von den ersten Erkundungstrupps der Siedler zufällig gefunden worden und habe den Winter mit ihnen verbracht. Am Ende des Winters sei ein Begnadigungsschreiben, das die Siedler an den Gouverneur von New York gesandt hätten, angenommen worden und Brodt sei nach Unadilla zurückgekehrt.
Die konstituierende Versammlung fand am 2. März 1789 statt, die Gemeinde ist seit dem September jenes Jahres im Senat von Vermont ständig vertreten. Kurz darauf, am 21. Oktober 1789, beschloss die Stadtversammlung die Änderung des Namens der Town von Pocock zu Bristol; dieser Name wurde danach nicht mehr geändert. Land- und Forstwirtschaft war von Beginn an der wichtigste Einkommenszweig; kurz nach 1800 wurde auch in dieser Gegend, wie in vielen Bereichen Vermonts, die Schafzucht populär, die erst zwischen 1870 und 1890 von der heute vorherrschenden Milchwirtschaft abgelöst wurde.
Die Eisenbahnen, die ab etwa 1845 Vermont zu durchqueren begannen, wurden zwar durch die Täler der nahen Umgebung verlegt, führten aber an Bristol vorbei. Ab 1890 wurde deswegen mit der Bristol Railroad eine Stichstrecke zur nahen Rutland and Burlington Railroad errichtet, die einen bescheidenen Personen- und Güterverkehr in die Town ermöglichte. 1920 brannte allerdings der wichtigste Güterkunde, eine Molkerei, nieder und wurde nicht wieder neu errichtet. Die Strecke wurde unwirtschaftlich und 1930, kurz nach Beginn der Weltwirtschaftskrise, geschlossen.
Der Hauptort der Gemeinde, Bristol Village, war bis 1994 selbständig, wird aber seither von der Townverwaltung administriert.

### Religionen
Die erste Kirchengemeinde, Baptisten, gründete sich am 7. August 1794 und wurde in rascher Folge von einigen weiteren Glaubensgemeinschaften ergänzt.
Heute sind in der Town fünf religiöse Gemeinden ansässig: zwei Gemeinden der Methodisten und je eine römisch-katholische, baptistische und der United Church of Christ.

### Einwohnerentwicklung
| Volkszählungsergebnisse – Town of Bristol, Vermont | Volkszählungsergebnisse – Town of Bristol, Vermont | Volkszählungsergebnisse – Town of Bristol, Vermont | Volkszählungsergebnisse – Town of Bristol, Vermont | Volkszählungsergebnisse – Town of Bristol, Vermont | Volkszählungsergebnisse – Town of Bristol, Vermont | Volkszählungsergebnisse – Town of Bristol, Vermont | Volkszählungsergebnisse – Town of Bristol, Vermont | Volkszählungsergebnisse – Town of Bristol, Vermont | Volkszählungsergebnisse – Town of Bristol, Vermont | Volkszählungsergebnisse – Town of Bristol, Vermont |
| Jahr                                               | 1700                                               | 1710                                               | 1720                                               | 1730                                               | 1740                                               | 1750                                               | 1760                                               | 1770                                               | 1780                                               | 1790                                               |
| -------------------------------------------------- | -------------------------------------------------- | -------------------------------------------------- | -------------------------------------------------- | -------------------------------------------------- | -------------------------------------------------- | -------------------------------------------------- | -------------------------------------------------- | -------------------------------------------------- | -------------------------------------------------- | -------------------------------------------------- |
| Einwohner                                          |                                                    |                                                    |                                                    |                                                    |                                                    |                                                    |                                                    |                                                    |                                                    | 211                                                |
| Jahr                                               | 1800                                               | 1810                                               | 1820                                               | 1830                                               | 1840                                               | 1850                                               | 1860                                               | 1870                                               | 1880                                               | 1890                                               |
| Einwohner                                          | 665                                                | 1179                                               | 1051                                               | 1274                                               | 1233                                               | 1344                                               | 1355                                               | 1365                                               | 1579                                               | 1828                                               |
| Jahr                                               | 1900                                               | 1910                                               | 1920                                               | 1930                                               | 1940                                               | 1950                                               | 1960                                               | 1970                                               | 1980                                               | 1990                                               |
| Einwohner                                          | 2061                                               | 2005                                               | 1952                                               | 1832                                               | 1939                                               | 1988                                               | 2159                                               | 2744                                               | 3293                                               | 3762                                               |
| Jahr                                               | 2000                                               | 2010                                               | 2020                                               | 2030                                               | 2040                                               | 2050                                               | 2060                                               | 2070                                               | 2080                                               | 2090                                               |
| Einwohner                                          | 3788                                               | 3894                                               | 3782                                               |                                                    |                                                    |                                                    |                                                    |                                                    |                                                    |                                                    |

## Kultur und Sehenswürdigkeiten

### Bauwerke
Die Innenstadt von Bristol Village ist seit 1983 als Bristol Downtown Historic District in das National Register of Historic Places eingetragen.

## Wirtschaft und Infrastruktur

### Verkehr
Die Town wird heute durch die Vermont Route 17, die von Osten nach Westen durch Bristol verläuft, an die umgebenden Gemeinden angeschlossen.

### Medien
In Bristol Village sind zwei lokale Radiostationen und eine Kabelfernseh-Station ansässig.

### Öffentliche Einrichtungen
Mit Ausnahme des Rathauses und der Schulen sind in Bristol keine öffentlichen Einrichtungen beheimatet. Das nächstgelegene Krankenhaus ist das Porter Medical Center in Middlebury.

### Bildung
Bristol gehört mit Lincoln, Monkton, New Haven, Starksboro und Mt. Abraham zur Addison Northeast Supervisory Union.
Neben der Bristol Elementary School mit Schulklassen vom Kindergarten bis zum sechsten Schuljahr befindet sich in Bristol Village auch eine Middle- und Highschool, die Mount Abraham Union High School. Für den Besuch weiterführender Schulen müssen die Einrichtungen umliegender Towns, insbesondere im benachbarten Middlebury, genutzt werden.
Die Lawrence Memorial Library befindet sich an der North Street in Bristol. Sie wurde 1883 von einigen Bewohnern Bristols privat gegründet. Zunächst befanden sich die Bücher in einem Raum über dem Gemischtwarenhandel von Patterson. Zur öffentlichen Bücherei wurde sie im März 1902, als die Town sich mit 50 Dollar an den Kosten beteiligte. 1910 bot William A. Lawrence der Town eine Spende zum Bau eines Gebäudes für die Bibliothek an. Die Town akzeptierte und bereits 1911 konnte das Gebäude bezogen werden. Benannt wurde es in Erinnerung an seine erste Frau Lockie Partch Lawrence und zweite Frau Minnie Peet Lawrence.

## Persönlichkeiten

### Persönlichkeiten, die vor Ort gewirkt haben
- Martin Sommerfeld (1894–1939), deutscher Literaturwissenschaftler, der vor den Nazis in die USA emigrierte und während seiner Lehrtätigkeit in Bristol starb